# 走査型磁気抵抗効果顕微鏡
走査型磁気抵抗効果顕微鏡（そうさがたじきていこうこうかけんびきょう、Scanning Magnetoresistance Microscopy : SMRM）は磁気力顕微鏡の一種。

## 概要
磁気力顕微鏡の一種で磁気試料表面からの漏洩磁場の空間分布を観察するために使用される。原子間力顕微鏡(AFM)に漏洩磁場の検出用の探針と信号処理回路を追加した構成で探針はコンタクトモードAFM用で先端部から5μm離れた位置にハードディスクのヘッドと同様の磁気抵抗効果素子が備えられている。AFMの探針で表面の凸凹の画像を取得して、磁気抵抗効果素子で漏洩磁界分布を画像化する。そのため、画像はAFM像とSMRM像は5μmずれる。

## 用途
- 漏洩磁場の空間分布
- 磁性体の研究